# リー・ウォレス
リー・ウォレス（Lee Wallace 、1987年8月1日 - ）は、スコットランド・エディンバラ出身の元同国代表プロサッカー選手。現役時代のポジションはDF。

## 経歴

### クラブ
ハート・オブ・ミドロシアンFCの下部組織を経て、2004年7月にクラブとプロ契約を締結。2005年2月、カップ戦のキルマーノックFC戦でプロデビュー＆初ゴール。
2010-11シーズン終了後、ウルヴァーハンプトン・ワンダラーズFCからの関心も伝えられていたが、7月に移籍金150万ポンドでレンジャーズFCに移籍した。
2019年6月、クイーンズ・パーク・レンジャーズFCに移籍。

### 代表
ユース年代からスコットランド代表に選出されている。2006年にはポーランドで開催されたUEFA U-19欧州選手権に参加し、チームはスペインに次ぐ準優勝の好成績を収めた。2009年10月、横浜で開催された日本代表とのフレンドリーマッチでフル代表デビュー。その後もコンスタントに代表に選出されていたが、UEFA EURO 2012予選のリヒテンシュタイン代表戦で後十字膝靭帯断裂の重傷を負った。

## タイトル

### クラブ
レンジャーズ
- スコティッシュ・チャンピオンシップ: 2015–16[8]
- スコティッシュチャレンジカップ: 2015–16[9]
- スコティッシュ・リーグ1: 2013–14[10]
- スコティッシュフットボールリーグ・サードディビジョン: 2012–13[11]

### 個人
- スコティッシュフットボールリーグ・サードディビジョン年間MVP: 2012–13,[12]
- スコティッシュフットボールリーグ・サードディビジョン年間ベストイレブン: 2012–13[12]
- スコティッシュ・リーグ1年間MVP: 2013–14[13]
- スコティッシュ・リーグ1年間ベストイレブン: 2013–14[14]
- スコティッシュ・チャンピオンシップ年間MVP: 2015–16[15]
- スコティッシュ・チャンピオンシップ年間ベストイレブン: 2015–16[16]